# Thora Silverthorne
Thora Silverthorne (Abertillery, 25 de noviembre de 1910 - Londres, 17 de enero de 1999), también conocida como Red Silverthorne (la roja Silvertone), fue una comunista, enfermera y activista por la salud británica. Es más conocida por su servicio en las Brigadas Internacionales durante la guerra civil española, y por su papel en ayudar a fundar el Servicio Nacional de Salud (NHS) de Gran Bretaña, y  por ser la cofundadora del primer sindicato británico de enfermeras de base.
Silverthorne fue miembro vitalicia del Partido Comunista de Gran Bretaña (CPGB).

## Trayectoria
Thora Silverthorne nació en una familia minera de clase trabajadora en Abertillery, Gales, el 25 de noviembre de 1910, hija de Sarah (de soltera Boyt) y George Silverthorne, el quinto de ocho hijos. Su padre fue uno de los primeros reclutas del CPGB, un miembro activo de la Federación de Minas de Gales del Sur, y un minero de carbón en la mina de carbón Six Bells. Creció en Abertillery y fue a la escuela primaria Nantyglo antes de obtener una beca para la escuela secundaria de Abertillery. Asistió a la escuela dominical en la capilla bautista Blaenau Gwent.
Cuando la madre de Silverthorne murió en agosto de 1927, ella y su familia se mudaron a Reading, Berkshire.
Se unió a la Liga de Jóvenes Comunistas a la edad de 16 años durante la huelga general del Reino Unido de 1926, y poco después presidió reuniones con el líder sindical comunista Arthur Horner, y más tarde se unió al CPGB. Aunque también era miembro del Partido Laborista del Reino Unido, siguió siendo miembro vitalicia del CPGB. Durante su adolescencia en Reading, Silverthorne se mantuvo vendiendo el periódico obrero Daily Worker al personal ferroviario y trabajó como niñera para Somerville Hastings, la parlamentaria del Partido Laborista de Reading y fundadora de la Asociación Médica Socialista (SMA). Hastings había apoyado la ambición de Silverthorne de convertirse en enfermera. En marzo de 1931, Silverthorne comenzó su formación como enfermera en el Radcliffe Infirmary de Oxford, donde su hermana mayor, Olive, ya trabajaba como enfermera. Se ofreció como enfermera voluntaria para los manifestantes en huelga de hambre de Lancashire que pasaban por Oxford durante la Marcha Nacional del Hambre, y era propensa a "hacerse con" vendajes y apósitos de las salas del Hospital Radcliffe. Durante su estancia en Oxford, recibió el apodo de "Red Silverthorne" por sus actividades comunistas, y también se hizo amiga del historiador marxista Christopher Hill, a quien conoció a través de la sociedad comunista de Oxford conocida como el Club de Octubre.
En octubre de 1934, Silverthorne dejó Oxford y completó su formación médica en Londres, y en 1936 había aceptado su primer puesto en el Hospital Hammersmith, donde conoció al miembro fundador del Comité Español de Ayuda Médica (SMAC), el Dr. Charles Wortham Brook. Ese mismo año se unió al SMAC, una decisión que describió como "la mejor y más importante decisión que he tomado en mi vida". Dos años después,  en octubre de 1936, viajó a España junto con el fotógrafo Alec Wainman como parte de la Unidad Médica Británica, la primera unidad médica extranjera de cualquier país en viajar a España y servir al gobierno republicano español. Tras llegar a España, participó en la creación del primer hospital británico en España durante la guerra civil española, establecido cerca de Grañén.  Más tarde fue elegida enfermera jefe y matrona de este mismo hospital. El brigadier internacional británico Michael Livesey murió a causa de sus heridas mientras estaba en los brazos de Silverthorne, un recuerdo que la atormentó por el resto de su vida. Durante su estancia en España, conoció a Kenneth Sinclair-Loutit, con quien se casaría durante la guerra en 1937.Tuvieron una hija, Christina Ruth (1940-2009). Silverthorne se divorció de Sinclair-Loutit y en 1946 se casó con el arquitecto y compañero miembro del partido comunista Cameron Nares Craig (1917-2012). De este matrimonio tuvo  un hijo y dos hijas, Tina, Lucy y Jonathan. Vivieron durante 25 años en Lletyreos, cerca de Llanfyllin, Powys, antes de regresar a Londres en 1995. Silverthorne trabajó estrechamente con el doctor Archie Cochrane, quien la elogió por su experiencia profesional en medicina.
Según la historiadora Liz Woolley, Silverthorne "tuvo una distinguida carrera que cambió la profesión de enfermería de manera notable" y también se convirtió en subeditora de la revista Nursing Illustrated. Profundamente influenciada por sus experiencias en España, hizo que su trabajo de su vida fuera mejorar el salario, las condiciones y la posición profesional de las enfermeras británicas.
Con la ayuda de enfermeras comunistas, ella y la activista Nancy Blackburn cofundaron la Asociación Nacional de Enfermeras, el primer sindicato que representaba a las enfermeras comunes y corrientes. Este sindicato de enfermeras obtuvo una atención significativa de la prensa británica, que la utilizó para destacar los bajos salarios y las malas condiciones laborales de las enfermeras británicas. En respuesta a sus convicciones socialistas y a la política radical de la Asociación Nacional de Enfermeras, el Real Colegio de Enfermería atacó a Silverthorne por supuestamente "no ser enfermera titulada" y por afirmar, además, que "era pagaba Moscú". Silverthorne se convirtió en la secretaria de organización de la Asociación Médica Socialista (SMA) en julio de 1942, convirtiéndose en su primera empleada. Como secretaria de la SMA, encabezó una delegación que se reunió con Clement Attlee para discutir el establecimiento del Servicio Nacional de Salud. Fue funcionaria sindical a tiempo completo de la Asociación de Empleados Públicos hasta que se jubiló en 1970.
Thora Silverthorne murió en Londres en enero de 1999 a causa de la enfermedad de Alzheimer y fue conmemorada con un funeral en el cementerio de Marylebone. Durante el funeral se tocó el himno galés Land of My Fathers, interpretado en inglés por Paul Robeson. En 2022 fue honrada con una placa púrpura concedida a la mujeres cuya vidas y trabajo tuvieron impacto en el país de Gales, en este caso en Abertillery.
Después de la muerte de Silverthorne en 1999, los archivos británicos desclasificados mostraron que estaba siendo vigilada de cerca por espías del gobierno británico, que habían interceptado su correo y monitoreado su teléfono.